# Меломакарона

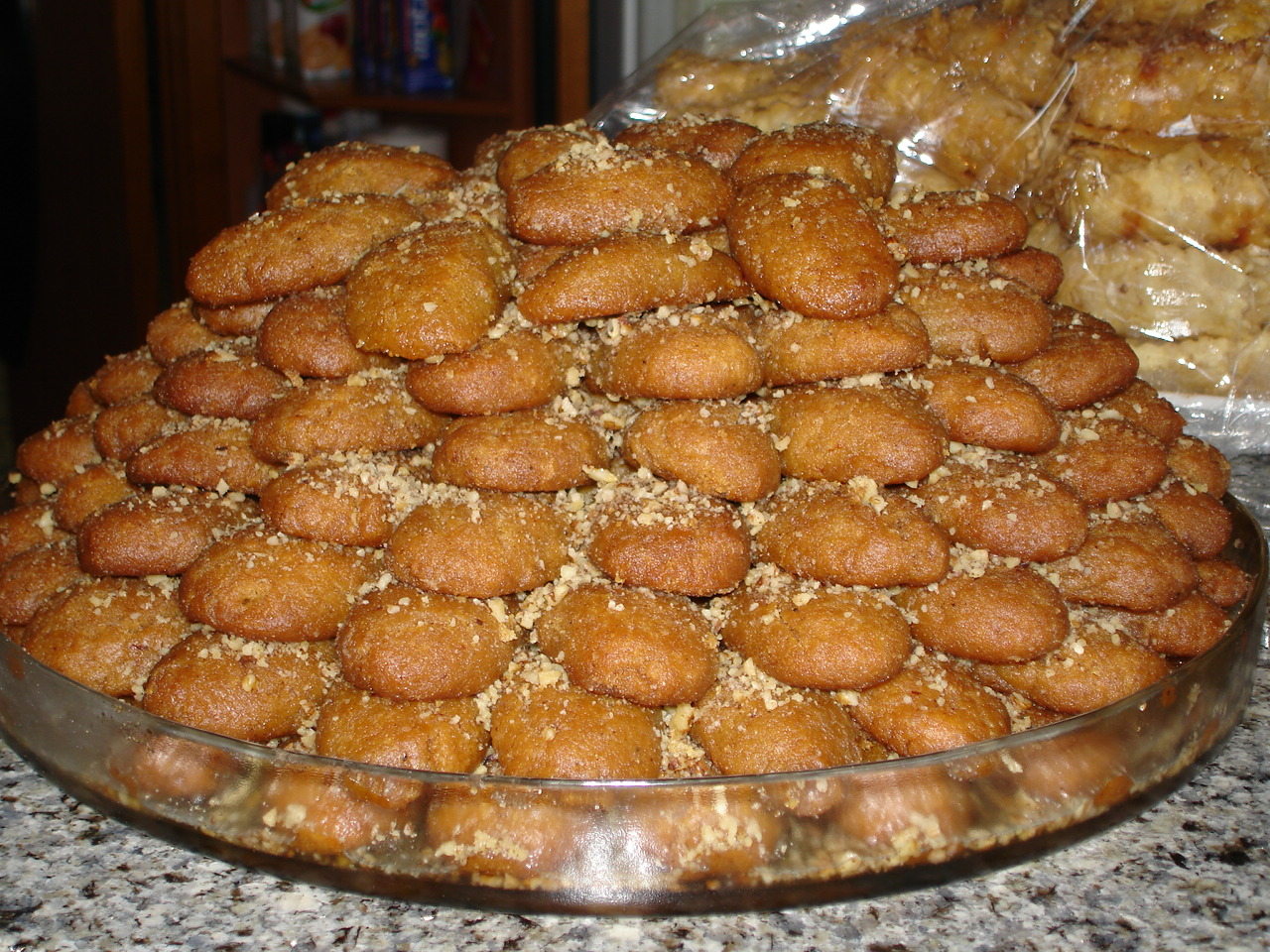
Меломакарона

Меломакарона (грец. Μελομακάρονο) — традиційні грецькі солодощі, вид медового печива, обов'язкова страва грецького Різдва.

## Спосіб приготування
Оливкову олію змішають із цукром, частками вливаючи коньяк і апельсиновий сік. У борошно додають розпушувач, гвоздику, корицю, отриману суміш поступово додають до олії, продовжуючи збивати до отримання однорідної маси. Наприкінці додають цедру апельсина, натерту на тертці. Випікають печиво близько 20 хвилин. Потім йому дають охолонути.
Сироп для меломакарони готують із води, цукру та меду, які доводять до кипіння, і знімаючи піну, варять 5 хвилин. Печиво, що вже остигло, занурюють у гарячий сироп на 5 секунд і викладають на тарілку. Зверху меломакарону звичайно посипають натертим волоським горіхом або фісташками.